# 益田房清
益田 房清（ますだ ふさきよ）は、益田家第31代当主。長州藩永代家老・須佐領主益田家12代。初名は毛利兼清（もうり かねきよ）、益田兼清、のち藩主毛利斉房より偏諱を授与されて房清に改名した。

## 生涯
寛政3年（1791年）、吉敷毛利就兼の子として生まれる。寛政12年（1800年）、就恭の養子となり家督を相続する。実父の就兼は右田毛利広定の子で、養父の就恭の母が広定の養女という縁での養子入りであった。まだ幼いため、家老が政務を代行した。就恭の養女（実妹）と婚約するも結婚前に早世したため、就恭の実弟佐世親長の娘を正室に迎え、娘の孝子を儲ける。文化12年（1815年）、大頭（物頭を統括する役職）となり、毛利斉房、斉熙、斉元の3代の藩主に仕える。文政2年（1819年）、国元加判役（国元留守居家老）となる。文化文政の頃、儒学者小国玉淵を用いて、領内の郷学育英館の子弟教育に当らせた。文政9年（1826年）1月12日卒。享年36。家督は右田毛利就任の子・元宣が娘・孝子の婿養子となり相続した。